# Richard Saeger
Richard „Rich“ Erwin Saeger (* 4. März 1964 in Rochester, New York) ist ein ehemaliger Schwimmer aus den Vereinigten Staaten, der je eine Goldmedaille bei Olympischen Spielen, bei Schwimmweltmeisterschaften und bei Panamerikanischen Spielen gewann.

## Karriere
Richard Saeger besuchte die Mercersburg Academy und dann die Southern Methodist University.
Bei den Schwimmweltmeisterschaften 1982 blieb Saeger in den Vorläufen über 200 Meter Freistil auf seinem Startblock stehen, weil er an einen Fehlstart glaubte. Dieser wurde aber vom Kampfgericht nicht erkannt und Saeger schied damit aus. In der 4-mal-200-Meter-Freistilstaffel siegte er zusammen mit Jeff Float, Kyle Miller und Rowdy Gaines. In der 4-mal-100-Meter-Freistilstaffel kam er lediglich im Vorlauf zum Einsatz. 1983 gewann Saeger die Goldmedaille mit der 4-mal-200-Meter-Freistilstaffel bei den Panamerikanischen Spielen in Caracas. In Edmonton bei der Universiade 1983 belegte Saeger mit der 4-mal-200-Meter-Freistilstaffel den zweiten Platz hinter den Studenten aus der Sowjetunion. Bei den Olympischen Spielen 1984 in Los Angeles erreichte die Staffel mit Geoff Gaberino, David Larson, Bruce Hayes und Richard Saeger das Finale in der Weltrekordzeit von 7:18,87 Minuten. Im Endlauf verbesserten Michael Heath, David Larson, Jeff Float und Bruce Hayes den Weltrekord auf 7:15,69 Minuten und gewannen die Goldmedaille mit 0,04 Sekunden Vorsprung vor der Staffel aus der Bundesrepublik Deutschland. Neun Sekunden hinter diesen beiden Staffeln erhielten die Briten die Bronzemedaille. Gaberino und Saeger erhielten für ihren Vorlaufeinsatz ebenfalls eine Goldmedaille, diese Regelung wurde 1984 erstmals bei Olympischen Spielen angewendet.
Richard Saeger nahm auch später an Schwimmwettbewerben teil und stellte diverse Rekorde im Altersklassenbereich auf.